# Arvo Kyllönen
Arvo Kyllönen (ur. 17 grudnia 1932 w Imatrze, zm. 10 czerwca 2017) – fiński zapaśnik walczący w stylu klasycznym. Olimpijczyk z Helsinek 1952, gdzie zajął siódme miejsce w kategorii do 57 kg.
Mistrz Finlandii w 1954, w stylu klasycznym. Pierwszy w 1952; drugi w 1951 i 1953 roku, w stylu wolnym.

## Letnie Igrzyska Olimpijskie 1952
| Konkurencja          | Rundy eliminacyjne    | Rundy eliminacyjne | Rundy eliminacyjne     | Klas. końcowa |
| Konkurencja          | Przeciwnik I          | Przeciwnik II      | Przeciwnik III         | Miejsce       |
| -------------------- | --------------------- | ------------------ | ---------------------- | ------------- |
| 57 kg styl klasyczny | Maurice Faure (FRA) Z | Imre Hódos (HUN) P | Zakaria Chihab (LIB) P | 8.            |